# Philippe Charlier
Philippe Charlier (Charleroi, 16 juli 1951) is een Belgisch voormalig volksvertegenwoordiger en politicus voor achtereenvolgens de PSC, het cdH en Les Engagés.

## Levensloop
Philippe Charlier werd opgeleid tot elektriciteitstechnicus, behaalde een graduaat in regulering en automatisering aan het Institut technique supérieur in Namen en een licentie en een aggregaat in de psychopedagogie aan de Université de Mons-Hainaut. Van 1976 tot 1988 was hij leraar aan het technisch college Aumôniers du Travail in Charleroi en van 1985 tot 1996 was hij tevens docent in het onderwijs voor sociale promotie.
Hij werd politiek actief voor de christendemocratische PSC. Van 1985 tot 1987 was hij voorzitter van de PSC-jongerenafdeling van de stad Charleroi en van 1983 tot 1987 was hij ondervoorzitter van de PSC-jongerenafdeling van het arrondissement Charleroi.
Van 1987 tot 1995 was Charlier lid van de Kamer van volksvertegenwoordigers voor het arrondissement Charleroi. Door de toen bestaande dubbelmandaten zetelde hij in die periode automatisch ook in de Waalse Gewestraad en de Raad van de Franse Gemeenschap. Hij concentreerde zich vooral op het beleid rond begroting en onderwijs en was voorzitter van de onderwijscommissie binnen zijn partij. In de Kamer zetelde hij tevens in de zogeheten commissie Dhoore, die moest toezien op de transparantie van de financiering van de politieke partijen.
Na de omvorming van België tot een federale staat was Charlier van 1995 tot 2004 lid van het Waals Parlement en het Parlement van de Franse Gemeenschap. Aangezien hij zich voornamelijk toelegde op onderwijs, was hij vooral in dit laatste parlement actief. Van 1995 tot 1999 zetelde hij als gemeenschapssenator in de Senaat, als vertegenwoordiger van de Franse Gemeenschap, en van 1999 tot 2004 was hij ondervoorzitter van het Parlement van de Franse Gemeenschap. Daarnaast was hij van 1993 tot 1999 opdrachthouder voor Europa van de Assemblée parlementaire de la Francophonie en van 1999 tot 2004 voorzitter van de Belgische afdeling van deze instantie.
Van 1989 tot 1991 was hij eveneens gemeenteraadslid van Fleurus en sinds 2001 is hij gemeenteraadslid van Aiseau-Presles.
In 2004 werd Charlier niet herkozen in het Waals Parlement. Vervolgens werd hij van 2004 tot 2005 kabinetschef van minister van Onderwijs Marie-Dominique Simonet en van 2005 tot 2014 afgevaardigde van de Franse Gemeenschapsregering bij de Université Catholique de Louvain. Ook werd hij bestuurder bij vervoersmaatschappij TEC en de Waalse investeringsmaatschappij SRIW, alsook lid van het beheerscomité van de afvalintercommunale ICDI en voorzitter van het Franstalige garantiefonds voor schoolgebouwen.